# العلاقات الأرجنتينية الباربادوسية
العلاقات الأرجنتينية الباربادوسية هي العلاقات الثنائية التي تجمع بين الأرجنتين وباربادوس.

## مقارنة بين البلدين
هذه مقارنة عامة ومرجعية للدولتين:
| وجه المقارنة                                              | الأرجنتين                                               | باربادوس       |
| --------------------------------------------------------- | ------------------------------------------------------- | -------------- |
| المساحة (كم2)                                             | 2.78 مليون                                              | 439            |
| عدد السكان (نسمة)                                         | 44.27 مليون                                             | 285.72 ألف     |
| الكثافة السكانية (ن./كم²)                                 | 15.92                                                   | 65.08 ألف      |
| العاصمة                                                   | بوينس آيرس                                              | بريدج تاون     |
| اللغة الرسمية                                             | اللغة الإسبانية                                         | لغة إنجليزية   |
| العملة                                                    | البيزو الأرجنتيني 1983 ‏، بيزو أرجنتيني، أسترال أرجنتيني | دولار بربادوسي |
| الناتج المحلي الإجمالي (بليون دولار)                      | 637.59 مليار                                            | 4.80 مليار     |
| الناتج المحلي الإجمالي (تعادل القوة الشرائية) بليون دولار | 883.02 مليار                                            | 4.66 مليار     |
| الناتج المحلي الإجمالي الاسمي للفرد دولار أمريكي          | 13.43 ألف                                               | 15.43 ألف      |
| الناتج المحلي الإجمالي للفرد دولار أمريكي                 |                                                         | 16.06 ألف      |
| مؤشر التنمية البشرية                                      | 0.827                                                   | 0.795          |
| رمز المكالمات الدولي                                      | +54                                                     | +1246          |
| رمز الإنترنت                                              | .ar                                                     | .bb            |
| المنطقة الزمنية                                           | 00                                                      | 00             |

## منظمات دولية مشتركة
يشترك البلدان في عضوية مجموعة من المنظمات الدولية، منها:
| علم المنظمة | اسم المنظمة                                                          | تاريخ انضمام الأرجنتين | تاريخ انضمام باربادوس |
| ----------- | -------------------------------------------------------------------- | ---------------------- | --------------------- |
|             | مؤسسة التنمية الدولية                                                | 3 أغسطس 1962           | 29 سبتمبر 1999        |
|             | يونسكو                                                               | 15 سبتمبر 1948         | 24 أكتوبر 1968        |
|             | مؤسسة التمويل الدولية                                                | 13 أكتوبر 1959         | 25 يونيو 1980         |
|             | منظمة حظر الأسلحة الكيميائية                                         | ?                      | ?                     |
|             | الأمم المتحدة                                                        | 24 أكتوبر 1945         | 9 ديسمبر 1966         |
|             | الاتحاد الدولي للاتصالات                                             | 1889                   | 16 أغسطس 1967         |
|             | منظمة الشرطة الجنائية الدولية                                        | ?                      | ?                     |
|             | البنك الدولي للإنشاء والتعمير                                        | 20 سبتمبر 1956         | 12 سبتمبر 1974        |
|             | الاتحاد البريدي العالمي                                              | ?                      | ?                     |
|             | المركز الدولي لتسوية المنازعات الاستشارية                            | 18 نوفمبر 1994         | 1 ديسمبر 1983         |
|             | وكالة ضمان الاستثمار متعدد الأطراف                                   | 11 فبراير 1992         | 12 أبريل 1988         |
|             | وكالة حظر الأسلحة النووية في أمريكا اللاتينية ومنطقة البحر الكاريبي ‏ | ?                      | ?                     |
|             | منظمة التجارة العالمية                                               | ?                      | ?                     |

## وصلات خارجية
- موقع وزارة الخارجية الأرجنتينية
- موقع وزارة الخارجية الباربادوسية